# Swertia pseudochinensis
Swertia pseudochinensis là một loài thực vật có hoa trong họ Long đởm. Loài này được H. Hara miêu tả khoa học đầu tiên năm 1950.